# Hertford (Carolina do Norte)
Hertford é uma cidade  localizada no estado norte-americano de Carolina do Norte, no Condado de Perquimans.

## Demografia
Segundo o censo norte-americano de 2000, a sua população era de 2070 habitantes.
Em 2006, foi estimada uma população de 2130, um aumento de 60 (2.9%).

## Geografia
De acordo com o United States Census Bureau tem uma área de
7,1 km², dos quais 7,0 km² cobertos por terra e 0,1 km² cobertos por água. Hertford localiza-se a aproximadamente 0 m acima do nível do mar.

## Localidades na vizinhança
O diagrama seguinte representa as localidades num raio de 32 km ao redor de Hertford.